# Karl Dietrich (Komponist)

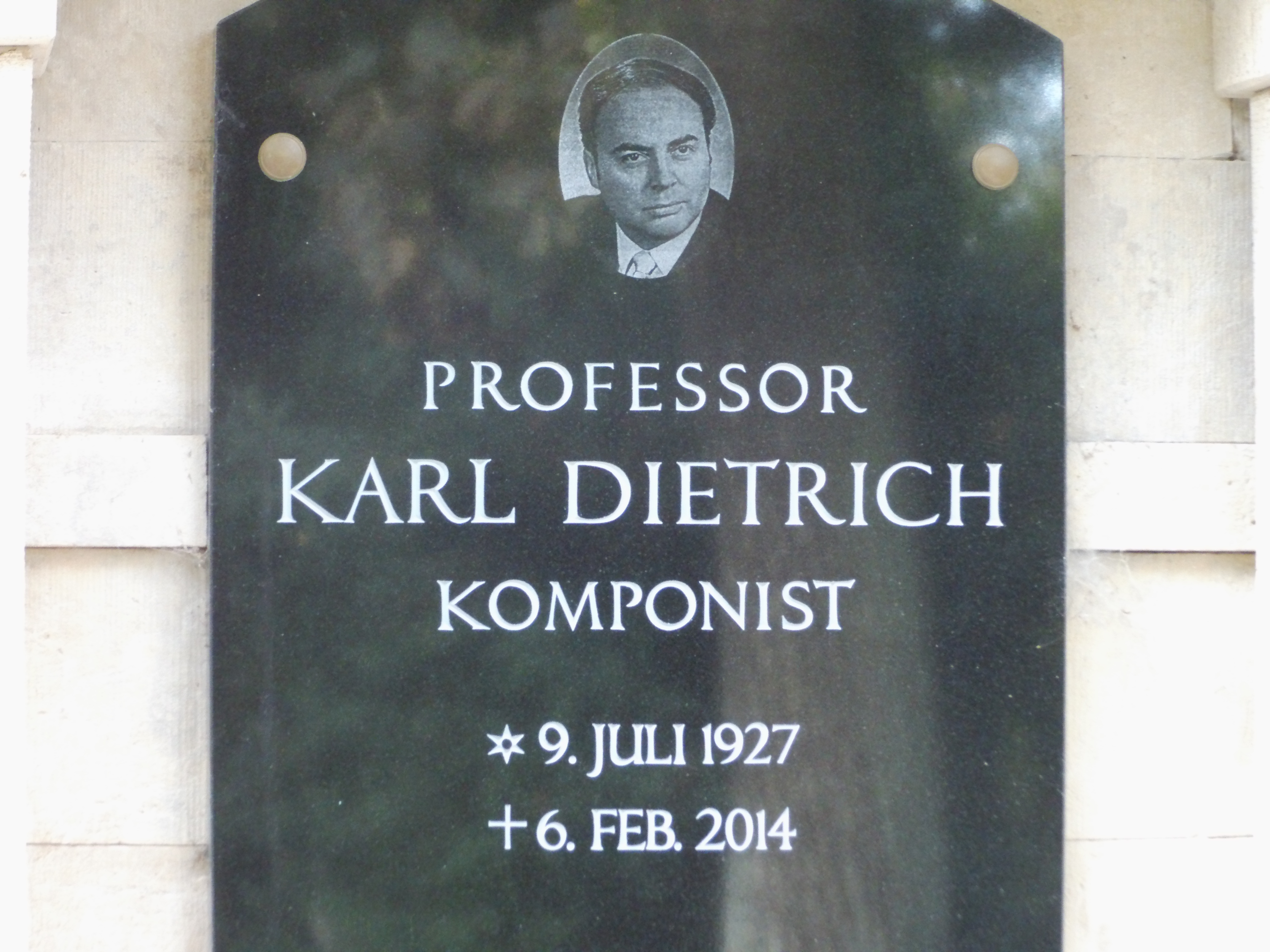
Grabstein von Karl Dietrich auf dem Friedhof in Weimar

Karl Dietrich (* 9. Juli 1927 in Wachstedt auf dem Eichsfeld; † 6. Februar 2014 in Weimar) war ein deutscher Komponist und Professor für Komposition an der Hochschule für Musik Franz Liszt Weimar.

## Leben
Karl Dietrich entstammte einer Familie auf dem katholischen Eichsfeld. Nach dem Abitur 1947 ging er zum Studium nach Jena und später nach Weimar, wo er ab 1954 als Dozent für Musiktheorie und Gehörbildung, ab 1984 als Professor für Komposition und Tonsatz lehrte. 1998 war er Gründungsmitglied und stellvertretender Vorsitzender des Landesverbandes Thüringen im Deutschen Komponistenverband. Sein Grab befindet sich auf dem Weimarer Hauptfriedhof.
Seit 2007 war er Ehrenbürger seines Geburtsortes.

## Werk
In seinem musikalischen Schaffen war Karl Dietrich der Neuen Musik verpflichtet, die er nicht selten für Kompositionen mit christlichen Stoffen nutzte. Sein Werk umfasst Kammermusik, mehrere Liederzyklen, Kirchenmusik, Konzerte, acht Sinfonien, darunter die am 14. Mai 1981 uraufgeführte 4. Sinfonie „contra bellum“ („Gegen den Krieg“) nach dem c. f. des lutherischen Renaissance-Komponisten Balthasar Resinarius „Verleih uns Frieden, gnädiglich“ (Schallplatte Nova 8 85 241; 1985, Staatliches SO Thüringen, MD Lothar Seyfarth).
Karl Dietrichs 5. Sinfonie „Die Weimarische“ nach dem Gedicht "Die Größe der Welt" von Friedrich Schiller stand 1984/85 im Widerspruch zur sozialistischen Kulturtheorie. Es wurde als „dekadent“ beurteilt und durfte erst nach der Wende uraufgeführt werden, was 2004 in Form des Abschlusskonzertes der 5. Weimarer Frühjahrstage für zeitgenössische Musik geschah (Staatskapelle Weimar, Peter Hirsch).
Karl Dietrich schrieb auch zwei Opern: „Die Wette des Serapion“, Komische Oper in 4 Szenen und 3 utopischen Intermezzi, Libretto: Heidemarie Stahl, UA 1984 Gera, und „Pervonte oder Die Wünsche“, Oper nach dem gleichnamigen Gedicht von Christoph Martin Wieland, welches wiederum auf eine Märchenerzählung von Giambattista Basile von 1634 zurückgeht; Libretto: Heidemarie Stahl, UA 1989 Stralsund, 1990 Kiel, erschienen im Bärenreiterverlag Kassel.
Seine „Rupert Mayer-Reflexionen für Orgel“ wurden im Juni 2016 bei einer Audienz Papst Franziskus übergeben, damit das Werk bei einer eventuellen Heiligsprechung Mayers im Vatikan aufgeführt werden könnte. Das Werk ehrt den 1987 für seinen Widerstand gegen die NS-Herrschaft seliggesprochenen Jesuiten-Priester.

## Ehrungen
- 1975 Kunstpreis der DDR
- 1983 Literatur- und Kunstpreis der Stadt Weimar.[3]